# Argiope taprobanica
Argiope taprobanica là một loài nhện trong họ Araneidae.
Loài này thuộc chi Argiope. Argiope taprobanica được Tord Tamerlan Teodor Thorell miêu tả năm 1887.